# Apochima flabellaria
Apochima flabellaria is een vlinder uit de familie spanners (Geometridae). De wetenschappelijke naam is voor het eerst geldig gepubliceerd in 1838 door Heeger.
De soort komt voor in Europa.